# Eugenie Clark
Eugenie Clark, popolarmente conosciuta come The Shark Lady (New York, 4 maggio 1922 – Sarasota, 25 febbraio 2015) è stata un'ittiologa statunitense conosciuta sia per le sue ricerche sul comportamento degli squali sia per il suo studio dei pesci nell'ordine Tetraodontiformes.
Clark fu una pioniera nel campo delle immersioni subacquee a fini di ricerca. Oltre ad essere considerata un'autorità nella biologia marina, era popolarmente riconosciuta e si servì della sua fama per promuovere la conservazione marina.

## Primi anni e istruzione
Eugenie Clark nacque a New York. Suo padre Charles Clark morì quando Eugenie aveva quasi due anni e sua madre Yumico Motomi in seguito sposò il proprietario del ristorante giapponese Masatomo Nobu.
Clark frequentò la scuola di specializzazione a Woodside e si laureò alla Bryant High School. Fu l'unica studentessa di origine giapponese in tutti gli istituti da lei frequentati.
Fin da piccola Clark era appassionata di scienze marine e ciò è ampiamente dimostrato dalle sue numerose relazioni scolastiche che trattano argomenti di biologia marina. Una prima visita all'Acquario di New York a Battery Park ispirò Clark a tornarci ogni sabato successivo, affascinata dagli animali marini. Il lavoro del naturalista William Beebe inoltre la ispirò ulteriormente a diventare un'oceanografa.

## Vita accademica e scientifica
Eugenie Clark conseguì una laurea in zoologia presso l'Hunter College nel 1942. Durante le estati studiava alla stazione biologica dell'Università del Michigan e prima di laurearsi aveva lavorato per la Celanese Corporation come chimica. Eugenie inizialmente cercò di frequentare la scuola di specializzazione alla Columbia University, ma la sua domanda fu respinta per paura che alla fine scegliesse di lasciare la sua carriera scientifica per dedicarsi alla vita famigliare. Imperterrita, Clark ottenne sia un Master of Arts (1946) sia un dottorato in filosofia (1950) presso la New York University. Durante i suoi anni di studi universitari svolse ricerche presso lo Scripps Institution of Oceanography di La Jolla, l'American Museum of Natural History di New York, il Woods Hole Marine Biological Laboratory in Massachusetts e presso il Lerner Marine Laboratory di Bimini.
Nel 1949, nell'ambito di un programma di ricerca navale dell'Ufficio di ricerca scientifica in Micronesia, Clark condusse studi sulla popolazione ittica a Guam, nelle Isole Marshall, nelle isole Palau, nelle Isole Marianne Settentrionali e nelle Isole Caroline. Dopo aver completato la ricerca di dottorato, Clark ottenne una borsa di studio Fulbright per proseguire gli studi ittiologici presso la stazione biologica marina di Hurghada, sulla costa settentrionale del Mar Rosso in Egitto. Queste esperienze sono riportate nel primo libro di Clark intitolato Lady with a Spear (1953), la cui scrittura fu supportata in parte dalla Eugenie Saxton Memorial Fellowship e dalla Breadloaf Writers' Fellowship.
Anne e William H. Vanderbilt, fan di Lady with a Spear che possedevano una tenuta nel sud-ovest della Florida, invitarono la biologa a parlare in una scuola pubblica a Englewood nel 1954. Dopo che Clark tenne una presentazione sui pesci del Mar Rosso, i partecipanti rivelarono di aver incontrato molti animali simili nelle acque locali e di esserne interessati. Successivamente i Vanderbilts costruirono un laboratorio per Clark nell'area denominato Cape Haze Marine Laboratory nel 1955.

### Lavoro al Cape Haze
Al Cape Haze Marine Laboratory Clark lavorò con un pescatore locale di nome Beryl Chadwick, esperto nella cattura di squali. Chadwick era l'unico assistente di Clark al momento della fondazione del laboratorio. La prima richiesta del laboratorio per la ricerca sugli squali venne da John H. Hellen, direttore del New England Institute for Medical Research. Questa fu la prima di una lunga serie di richieste di ricerche: ricercatori provenienti da tutto il mondo si recarono a studiare a Cape Haze.
Una delle ricercatrici in visita al Cape Haze Laboratory fu Sylvia Earle, che stava lavorando alla sua ricerca di tesi sulle alghe alla Duke University. Earle aiutò Clark a creare un erbario depositando campioni duplicati nella raccolta di riferimento del laboratorio.
Mentre era a Cape Haze Clark condusse una serie di esperimenti comportamentali, riproduttivi e anatomici su squali e altri pesci. Si immergeva spesso nelle acque locali, studiando vari organismi. In queste immersioni Clark utilizzava spesso la tecnica di cattura del barattolo di vetro resa popolare da Connie Limbaugh, poi capo subacqueo presso lo Scripps Institution of Oceanography. Questi vasi permisero a Clark di trasportare campioni sconosciuti nel laboratorio per ulteriori studi.
Il Cape Haze Laboratory fu trasferito a Siesta Key, in Florida, nel 1960. Gli scienziati continuarono a recarsi al laboratorio, compresi i chimici della Dow Chemical Company.
Nel 1962 Clark partecipò alla spedizione in Israele nel Mar Rosso meridionale, dove istituì un accampamento su una delle isole eritree dell'arcipelago di Dahlak. I suoi studi si concentrarono non solo sugli squali ma anche su altre specie pelagiche, principalmente di grandi dimensioni.
Nel 1966 Clark lasciò Cape Haze per una facoltà presso la City University di New York. Nel 1968 divenne istruttrice presso l'Università del Maryland, College Park, dove ricevette diversi riconoscimenti. Clark si ritirò ufficialmente dall'Università del Maryland nel 1999 ma continuò a insegnare una lezione nel dipartimento di zoologia ogni semestre per diversi anni.
Clark tornò al Cape Haze Laboratory, ora ribattezzato Mote Marine Laboratory, nel 2000. Fu Senior Scientist, Director Emerita e Trustee fino alla sua morte a Sarasota, in Florida, per cancro ai polmoni nel 2015. Clark fu ricercatrice attiva e sub per tutta la sua vita, conducendo la sua ultima immersione nel 2014 e pubblicando i suoi risultati nel gennaio 2015, con ulteriori ricerche ancora in fase di revisione al momento della sua morte.

## Eredità
Clark è autore di due libri, Lady with a Spear (1953) e The Lady and the Sharks (1969), oltre a più di 175 articoli scientifici. Clark era un'appassionata sostenitrice della conservazione marina e molte delle sue pubblicazioni popolari e apparizioni pubbliche si concentravano sull'eliminazione delle ipotesi sul comportamento e sull'intelligenza degli squali nel tentativo di prevenire l'uccisione degli squali e incoraggiare la conservazione degli ambienti marini. Pubblicazioni all'interno di questo corpus di documenti evidenziano che è fu la prima persona ad addestrare gli squali per raggiungere obiettivi, così come la prima scienziata a sperimentare la fecondazione assistita nei pesci femminili. Inoltre scoprì che la suola di Mosè produce un repellente naturale per gli squali e da allora fu impiegato da ricercatori che mirano a prevenire interazioni dannose tra squali e umani. L'osservazione di Clark di numerosi squali "addormentati" durante le sue immersioni di ricerca aiutò a dimostrare che gli squali non hanno bisogno di muoversi per respirare. Nel corso dei suoi decenni di ricerca Clark condusse oltre 70 immersioni subacquee e oltre 200 spedizioni di ricerca sul campo in tutto il mondo. Apparve in 24 speciali televisivi e contribuì a creare il primo film IMAX.

### Premi e onorificenze
Clark ricevette tra lauree honoris causa conseguite presso l'Università del Massachusetts, l'Università di Long Island e l'Università di Guelph. È stata inserita sia nella Hall of Fame femminile della Florida che nella Hall of Fame femminile del Maryland. Ha inoltre ricevuto riconoscimenti dalla National Geographic Society, dall'Explorers Club, dalla Underwater Society of America, dall'American Littoral Society, dalla Women Divers Hall of Fame e dall'American Society of Oceanographers. Nel 1975 ricevette la medaglia d'oro dalla International Society of Woman Geographers per i suoi studi sulla riproduzione e il comportamento degli squali. Molti libri sono stati pubblicati su di lei, tra cui The Shark Lady di Ann McGovern.
Diverse specie di pesci sono state nominate in suo onore: Callogobius clarki (Goren), Sticharium clarkae (George e Springer), Enneapterygius clarkae (Holleman), Atrobucca geniae (Ben-Tuvia e Trewavas) e Squalus clarkae, noto anche come pesce cane di Genie.